# 八州 (コンサルタント)
株式会社八州 （はっしゅう）は、東京都江東区に本社を置く建設コンサルタント・都市計画コンサルタント会社。

## 沿革
- 1946年 ‐ 八洲興行株式会社の測量部として発足する
- 1947年 ‐ 八洲測量建設株式会社を設立
- 1950年 ‐ 八洲測量株式会社と改称
- 1967年 ‐ 大洋航空株式会社の航空部門を吸収し、航測部門新設
- 1980年 ‐ 社名を株式会社八州に改称
- 2001年 ‐ ISO9001 認証取得

## 事業所
- 本社 - 東京都江東区
- 支社 - 北海道支社, 室蘭出張所, 東北支社, 岩手営業所, 釜石出張所, 福島営業所, 宮古出張所, 秋田営業所, 北関東支社, 真岡営業所, 所沢営業所, 東京支社, 神奈川営業所, 長野営業所, 飯田出張所, 千葉支社, 関西支社, 京都営業所, 姫路営業所, 福岡営業所, 和歌山営業所, 奈良営業所

## 参考
- 『建設コンサルタント要覧』上･下巻（建設綜合資料社）
- 『会員名簿』（建設コンサルタンツ協会）